# Aboubakar Kamara
Aboubakar Kamara (7 maart 1995) is een Frans voetballer die doorgaans als aanvaller speelt. Hij tekende in juli 2017 een contract tot medio 2021 bij Fulham, dat hem overnam van Amiens SC. In zijn verbintenis werd een optie voor nog een seizoen opgenomen.

## Clubcarrière
Kamara is een jeugdproduct van AS Monaco. Op 12 september 2014 debuteerde hij in het eerste hiervan in de Ligue 1, in en tegen Olympique Lyon. Hij viel na 84 minuten in voor Yannick Ferreira-Carrasco. Monaco verloor met 2–1 . Op 31 oktober 2014 kreeg Kamara een tweede maal zijn kans van coach Leonardo Jardim, in een competitiewedstrijd tegen Stade Reims. Hij mocht na 84 minuten invallen voor Geoffrey Kondogbia. Monaco bleef in het eigen Stade Louis II op 1–1 steken. Verdere kansen in het eerste elftal bleven uit.
Kamara tekende in juli 2015 een contract tot medio 2018 bij KV Kortrijk, de nummer vijf van België in het voorgaande seizoen. In zijn verbintenis werd een optie voor nog een seizoen opgenomen.

## Clubstatistieken
| Seizoen                         | Club        | Competitie           | Wed. | Goals |
| ------------------------------- | ----------- | -------------------- | ---- | ----- |
| 2014/15                         | AS Monaco   | Ligue 1              | 2    | 0     |
| 2015/16                         | KV Kortrijk | Eerste klasse        | 12   | 0     |
| 2015/16                         | Amiens SC   | Championnat National | 16   | 5     |
| 2016/17                         | Amiens SC   | Ligue 2              | 29   | 10    |
| 2017/18                         | Fulham      | Championship         | 32   | 7     |
| 2018/19                         | Fulham      | Premier League       | 13   | 3     |
| 2018/19                         | Malatyaspor | Süper Lig            | 10   | 1     |
| 2019/20                         | Fulham      | Championship         | 9    | 2     |
| Totaal                          | Totaal      | Totaal               | 123  | 28    |
| Bijgewerkt tot 23 november 2019 |             |                      |      |       |

## Trivia
Kamara koos er in 2017 voor om bij Fulham te gaan spelen met rugnummer 47. Hierdoor vormden zijn initialen en rugnummer samen AK-47, het synoniem voor een Kalasjnikov.